# Archaeodictyna tazzeiti
Archaeodictyna tazzeiti är en spindelart som först beskrevs av Denis 1954.  Archaeodictyna tazzeiti ingår i släktet Archaeodictyna och familjen kardarspindlar.
Artens utbredningsområde är Algeriet. Inga underarter finns listade i Catalogue of Life.